# Coliza
El Coliza (en euskera Kolitza) es un monte de los Montes de Ordunte y mide 897 m. Pertenece a la localidad vizcaína de Valmaseda en el (País Vasco) España.
El Coliza es uno de los cinco montes bocineros desde los que se convocaban las juntas de Vizcaya.

## Puntos de partida
- Desde Pandozales 1h 15m
- Desde Valmaseda 1h 45m
- Desde Traslaviña 2h